# Emilie Werner Semmelroth
Emilie Werner Semmelroth ( 29. marts 1995 i Humlebæk) er en dansk skuespiller.

## Filmografi

### Film
- Bob bob Bølle Bob - Alletiders helt (2010)
- Bora Bora (2011)
- Far til fire - Onkel Sofus vender tilbage (2014)
- Dannys dommedag (2014)
- Far til fires vilde ferie (2015)